# 在日朝鮮族
在日朝鮮族（ざいにちちょうせんぞく、재일조선족）(Chaoxianzu in Japan) は、中華人民共和国（以下、中国）の民族識別工作にて1949年から定義された中国の少数民族の一つでありながら1990年代初から日本に滞在し始めた在日中国人の少数民族集団を意味する。在日中国人の約10%の規模である。1940年代までは、朝鮮半島は日本の植民地であったため、朝鮮族という言葉は存在しなかった。在日朝鮮族は、日本に滞在している中国国籍を持つ朝鮮・韓民族の一部であり、全世界の朝鮮民族約8千万人の中の100分の1程度の人口を有する。
2021年に中国政府が発表した朝鮮族の総人口は170万人で、朝鮮民族全体の50分の1程度である。その中の約70万人（42%）は韓国に中国国籍で滞在している在韓朝鮮族。日本においては、帰化した朝鮮族出身の中国系日本人も数千人はいるが、朝鮮族は殆ど在日中国人の統計に含まれ、朝鮮族総人口の6%以下、すなわち7~8万人程度の在日朝鮮族が中国国籍で日本に定住していると推算される。中国内部の民族識別工作においては56の民族の一つとして数えられており、正式名称は「中国朝鮮族」ではなく「朝鮮族」とされている。

## 在日朝鮮族の歴史
本格的な在日朝鮮族の歴史は1990年代初から始まる。1990代まで、在日朝鮮族は、在日朝鮮・韓国人とは歴史的な繋がりが非常に少なかったし、事実上在日コミュニティに全く認識されて無かった。中日両国は、リチャード・ニクソン米国大統領当選後のデタントの中で1972年に国交を正常化した。したがって、1980年代以前の「在日朝鮮族」という概念は存在しない。この過程で、中国は日本に対する戦争賠償の請求権を放棄する内容を主とした中日共同声明を発表し、1978年には友好と相互不侵攻および内政不干渉を明記した中日平和友好条約を締結した。1990年代の韓中修交以降、朝鮮族ではなく「韓民族」・「韓人」という表現も増えている。そして、1990年代から韓国に本格的に朝鮮族が移住し、他の朝鮮族が一部日本へ進出を開始した。1996年12月、日本入国手続きで最も頭を悩ませていた保証人制度が廃止され、日本手続きが大幅に簡素化され、手続きする人々の負担も大幅に減った。 朝鮮族はこの時期を転換点に日本への移動が加速化し、大規模化し始めた。 この時から日本行きを希望する朝鮮族は、日本にいる親戚、知人など朝鮮族自身の内部ネットワークを利用する日本移動が可能になった。2000年代及び2010年代からは韓国ではなく、日本を留学や移民の対象とする朝鮮族が増加し、2023年、約7~8万人の在日朝鮮族（在日朝鮮系中国人）が日本に居住しているとされる。